# Inchiesta pericolosa
Inchiesta pericolosa (The Detective) è un film del 1968 diretto da Gordon Douglas ed interpretato da Frank Sinatra.

## Trama
Incaricato di scoprire l'assassinio di un certo Leikman, il sergente Joe Leland arresta il giovane Felix Tesla che, avendo confessato, finisce sulla sedia elettrica. Promosso al grado di tenente, Leland si lascia convincere da una giovane vedova, la signora Mac Iver, a indagare sulla morte del marito, ritenuto dalla polizia come un caso di suicidio. Leland scopre che misteriosi individui hanno interesse a bloccare le indagini. Respinge un tentativo di corruzione, ma subisce un attentato, durante il quale uccide i due sicari. Messe le mani su alcuni documenti di Mc Iver, Leland accerta che all'origine dei fatti vi sono alcune persone molto in vista, dedite alla speculazione edilizia. Penetrato, infine, nello studio di uno psichiatra egli scopre che Tesla era innocente e che a uccidere Leikman era stato ....